# Cattedrale delle Sante Maria e Anna (Haarlem)
La cattedrale delle Sante Maria e Anna è la cattedrale della diocesi di Haarlem della Chiesa vetero-cattolica dei Paesi Bassi. L'edificio è stato progettato da H.T. Zwiers nel 1935 e completato nel 1938.